# Scrutins préparatoires républicains pour les élections présidentielles françaises sous la Troisième République
 (octobre 2024).
La mise en forme du texte ne suit pas les recommandations de Wikipédia : il faut le « wikifier ».
Les points d'amélioration suivants sont les cas les plus fréquents :
- Les titres sont pré-formatés par le logiciel. Ils ne sont ni en capitales, ni en gras.
- Le texte ne doit pas être écrit en capitales (les noms de famille non plus), ni en gras, ni en italique, ni en « petit »…
- Le gras n'est utilisé que pour surligner le titre de l'article dans l'introduction, une seule fois.
- L'italique est rarement utilisé : mots en langue étrangère, titres d'œuvres, noms de bateaux, etc.
- Les citations ne sont pas en italique mais en corps de texte normal. Elles sont entourées par des guillemets français : « et ».
- Les listes à puces sont à éviter, des paragraphes rédigés étant largement préférés. Les tableaux sont à réserver à la présentation de données structurées (résultats, etc.).
- Les appels de note de bas de page (petits chiffres en exposant, introduits par l'outil «  Source ») sont à placer entre la fin de phrase et le point final[comme ça].
- Les liens internes (vers d'autres articles de Wikipédia) sont à choisir avec parcimonie. Créez des liens vers des articles approfondissant le sujet. Les termes génériques sans rapport avec le sujet sont à éviter, ainsi que les répétitions de liens vers un même terme.
- Les liens externes sont à placer uniquement dans une section « Liens externes », à la fin de l'article. Ces liens sont à choisir avec parcimonie suivant les règles définies. Si un lien sert de source à l'article, son insertion dans le texte est à faire par les notes de bas de page.
- La présentation des références doit suivre les conventions bibliographiques. Il est recommandé d'utiliser les modèles {{Ouvrage}}, {{Chapitre}}, {{Article}}, {{Lien web}} et/ou {{Bibliographie}}. Le mode d'édition visuel peut mettre en forme automatiquement les références.
- Insérer une infobox (cadre d'informations à droite) n'est pas obligatoire pour parachever la mise en page.

Pour une aide détaillée, merci de consulter Aide:Wikification.
Si vous pensez que ces points ont été résolus, vous pouvez retirer ce bandeau et améliorer la mise en forme d'un autre article.
Lors des élections présidentielles de la Troisième République, il était d'usage que les différents partis républicains s'entendent lors d'un vote préparatoire sur le nom d'un candidat commun.

## Contexte
De l'avènement de la IIIe République en 1871 jusqu'aux élections législatives de 1877, le Parlement est dominé par des monarchistes (les deux premiers présidents sont d'ailleurs issus de leurs rangs). Dans la foulée de ces scrutin, et de plusieurs autres (municipales de 1878 et sénatoriales de 1879) eux aussi favorables aux républicains, le président monarchiste Patrice de Mac Mahon choisit de démissionner le 30 janvier 1879. Le républicain Jules Grévy est élu le jour même pour le remplacer.

## Liste des scrutins préparatoires

### Élection présidentielle de 1887
La première réunion préparatoire républicaine a lieu le 2 décembre avec presque uniquement les radicaux. Le premier tour donne pour résultat : Floquet 101, Freycinet 94, Henri Brisson 66, Carnot 49 et Ferry 19. Clemenceau demande à Floquet de se désister pour Freycinet pour joindre les forces avec les opportunistes. Le second tour donne : Freycinet 190, Brisson 83, Carnot 27, Floquet 26 et Ferry 11. Freycinet devient donc le candidat des radicaux.
Le scrutin préparatoire de tous les républicains se déroule le lendemain, jour du scrutin officiel. Le premier et le second tour donne Ferry en tête et Freycinet en second, le premier ne manquant que 60 voix pour avoir la majorité absolue. Le temps de midi, Clemenceau se rend compte que Ferry va gagner à l'usure et propose de voter pour Carnot. Le troisième tour : Ferry 179, Carnot 162, Freycinet 109, Brisson 52. Freycinet décide de se retirer. Le dernier tour n'a que 250 participants et le résultat est de 182 voix pour Carnot.

### Élection présidentielle de 1899
Le modéré Émile Loubet, notamment soutenu par le dreyfusard Clemenceau et par les parlementaires radicaux, est le seul candidat déclaré des républicains après le retrait de Jules Méline, dont la candidature s'est heurtée à l'hostilité de la gauche. Malgré ce désistement, la plupart des antidreyfusards et des nationalistes votent quand même pour Méline.

### Élection présidentielle de 1906
Afin de désigner un candidat unique des républicains, les trois groupes républicains du Sénat (la Gauche démocratique, l'Union républicaine et la Gauche républicaine, respectivement présidés par Émile Combes, Antonin Dubost et Charles Prévet) organisent une « réunion plénière » le 16 janvier dans l'ancienne chapelle du palais du Luxembourg. Outre ces trois groupes sénatoriaux, six groupes de la Chambre des députés sont invités : le groupe progressiste présidé par Joseph Thierry, l'Union républicaine présidée par François Carnot, la Gauche radicale présidée par Sarrien, l'Union démocratique présidée par Georges Leygues, le groupe radical-socialiste présidé par Camille Pelletan et l'Extrême gauche radicale et socialiste présidée par Louis Puech, de même que les républicains « sauvages » (non-inscrits à un groupe). Au total, 717 parlementaires sont convoqués.

### Élection présidentielle de 1913
Selon la tradition républicaine, un scrutin préparatoire a lieu entre le 15 et le 16 janvier 1913 pour choisir le candidat du « camp républicain ». La plupart des républicains modérés de centre droit et de droite, ainsi que les socialistes, comme Vaillant (alors classés à l'extrême gauche), refusent toutefois d'y participer.
|                          | Raymond Poincaré         | PRD                      | 180 | 28,89 | 274 | 44,19 | 309 | 48,13 |  |  |  |  |  |  |
|                          | Jules Pams               | PR                       | 176 | 28,25 | 283 | 45,64 | 322 | 50,16 |  |  |  |  |  |  |
|                          | Antonin Dubost           | PRD                      | 107 | 17,17 | 10  | 1,61  | 0   | 0,00  |  |  |  |  |  |  |
|                          | Paul Deschanel           | PRD                      | 83  | 13,32 | 22  | 3,55  | 1   | 0,16  |  |  |  |  |  |  |
|                          | Alexandre Ribot          | FR                       | 52  | 8,35  | 25  | 4,03  | 11  | 1,71  |  |  |  |  |  |  |
|                          | Jean Dupuy               | PRD                      | 19  | 3,05  | 7   | 1,13  | 0   | 0,00  |  |  |  |  |  |  |
|                          | Théophile Delcassé       | RI                       | 6   | 0,96  | 3   | 0,48  | 1   | 0,16  |  |  |  |  |  |  |
|                          |                          |                          |     |       |     |       |     |       |  |  |  |  |  |  |
| Votes valides            | Votes valides            | Votes valides            | 623 | 98,89 | 620 | 98,73 | 642 | 98,77 |  |  |  |  |  |  |
| Votes blancs et nuls     | Votes blancs et nuls     | Votes blancs et nuls     | 7   | 1,11  | 8   | 1,27  | 5   | 1,23  |  |  |  |  |  |  |
| Total                    | Total                    | Total                    | 630 | 100   | 628 | 100   | 650 | 100   |  |  |  |  |  |  |
| Abstention               | Abstention               | Abstention               | 108 | 14,64 | 110 | 14,91 | 88  | 11,92 |  |  |  |  |  |  |
| Inscrits / participation | Inscrits / participation | Inscrits / participation | 738 | 85,36 | 738 | 85,09 | 738 | 88,08 |  |  |  |  |  |  |

Au troisième tour, Jules Pams l'emporte de 13 voix face à Raymond Poincaré. La discipline républicaine aurait alors voulu que ce dernier se retirât : c'est d’ailleurs ce que lui demandait une délégation conduite par les radicaux Émile Combes et Clemenceau. Mais le président du Conseil refuse, sachant que lors du vote de l’Assemblée nationale, il serait soutenu par les modérés de centre droit et de la droite.

### Élection présidentielle de janvier 1920
Conformément à la tradition républicaine, un vote préparatoire se tient au palais du Luxembourg lors d’une réunion plénière (tout le Parlement), au sein du groupe républicain, le 16 janvier 1920.
Georges Mandel, fidèle de Georges Clemenceau, pensant que son candidat aura plus de voix provenant de la droite que de la gauche, invite la quasi-totalité des parlementaires à prend part au vote. Si la droite catholique n'est pas conviée puisque encore distante des républicains, elle est néanmoins représentée par une partie des élus du centre droit. De l'autre côté, les socialistes de la SFIO sont bien présents.
Le scrutin se tient entre deux et quatre heures de l’après-midi. L’abbé Émile Wetterlé est le premier à se rendre à l’urne. Le général de Castelnau déclare au moment de voter qu'il soutient Paul Deschanel, ce qui aurait convaincu des élus proches de lui de faire le même choix.
À la surprise générale, Paul Deschanel devance de dix-neuf voix le président du Conseil : 408 voix se portent sur son nom contre 389 pour Clemenceau. Contrairement à ce qu’escomptait Georges Mandel, le soutien des parlementaires de droite a été décisif dans ce résultat.
Aussitôt, les membres du gouvernement et son chef de cabinet Georges Wormser se rendent chez Clemenceau afin de le convaincre d’imiter Raymond Poincaré, qui avait été devancé au scrutin préparatoire de 1913 mais s’était présenté devant l’Assemblée nationale, où il l’avait emporté. Mais, amer, Georges Clemenceau retire à ses partisans l'autorisation de poser sa candidature, et fait porter un message au président du Sénat, Léon Bourgeois, dans lequel il indique qu’il refuserait la fonction en cas d’élection à la présidence le lendemain. Il confie à ses amis :

« C’est fini. Je ne veux pas que l’on vote pour moi demain. Ma décision est prise, elle est irrévocable. Je ne veux pas engager la lutte pour cette misère de disputer quelques voix à M. Deschanel. La réunion plénière s’est prononcée contre moi. Tant pis peut-être pour le pays, tant mieux pour moi et les miens. Et puis voyons, j’ai bien gagné n’est-ce pas, le repos. Je le réclamais d’ailleurs, on me le donne, merci. »

| Candidat             | Candidat             | Partis               | Premier tour | Premier tour |
| Candidat             | Candidat             | Partis               | Voix         | %            |
| -------------------- | -------------------- | -------------------- | ------------ | ------------ |
|                      | Paul Deschanel       | ARD                  | 408          | 49,63        |
|                      | Georges Clemenceau   | RI                   | 389          | 47,32        |
|                      | Raymond Poincaré     | ARD                  | 16           | 1,94         |
|                      | Léon Bourgeois       | RRRS                 | 5            | 0,60         |
|                      | Charles Jonnart      | ARD                  | 3            | 0,36         |
|                      | Ferdinand Foch       | IND                  | 1            | 0,12         |
|                      |                      |                      |              |              |
| Votes valides        | Votes valides        | Votes valides        | 822          | 99,40        |
| Votes blancs et nuls | Votes blancs et nuls | Votes blancs et nuls | 5            | 0,60         |
| Total                | Total                | Total                | 827          | 100          |

### Élection présidentielle de septembre 1920

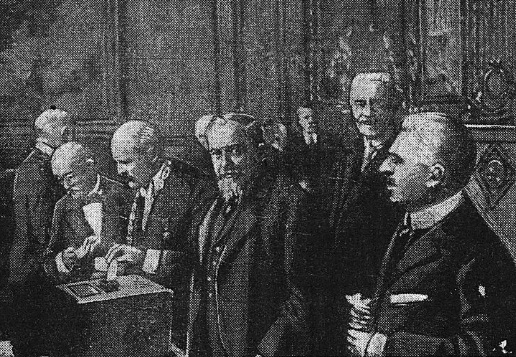
Réunion préparatoire du 22 septembre : Steeg, ministre de l'Intérieur, dépose son bulletin dans l'urne.

La réunion plénière visant à désigner le candidat unique des républicains est organisée le 22 septembre 1920 au palais du Luxembourg. Des bulletins de vote sont préparés au nom d'Alexandre Millerand, Léon Bourgeois et Raoul Péret. Ces derniers déclinent néanmoins à nouveau toute candidature : Bourgeois prétexte l’incompatibilité de la présidence de la République avec celle de l'assemblée générale de la Société des Nations tandis que Péret refuse de façon moins nette.
Millerand sort vainqueur avec 528 suffrages,. Des noms circulent, notamment celui du radical Gaston Doumergue ainsi que le président du Sénat, Léon Bourgeois, et le président de la Chambre, Raoul Péret.
| Candidat             | Candidat             | Partis               | Premier tour | Premier tour |
| Candidat             | Candidat             | Partis               | Voix         | %            |
| -------------------- | -------------------- | -------------------- | ------------ | ------------ |
|                      | Alexandre Millerand  | IND                  | 528          | 65,67        |
|                      | Raoul Péret          | GRD                  | 156          | 19,40        |
|                      | Léon Bourgeois       | RRRS                 | 113          | 14,05        |
|                      | Autres candidats     | Autres candidats     | 6            | 0,75         |
|                      |                      |                      |              |              |
| Votes valides        | Votes valides        | Votes valides        | 804          | 99,01        |
| Votes blancs et nuls | Votes blancs et nuls | Votes blancs et nuls | 8            | 0,99         |
| Total                | Total                | Total                | 812          | 100          |

### Élection présidentielle de 1924
À la veille du scrutin présidentiel, le 12 juin 1924, une réunion plénière est organisée afin de départager plusieurs candidats. Paul Painlevé est le grand favori de cette consultation et arrive en première position avec plus de 300 voix. Gaston Doumergue plafonne à la seconde place avec moins de 150 voix, devant les deux candidats de droite : Charles Jonnart (PRDS) et Louis Marin (FR). La fonction de président du Sénat conduisant fréquemment son titulaire à l'Élysée, Doumergue peaufine sa stratégie depuis la démission d'Alexandre Millerand, qui lui apporte officieusement son soutien après la réunion plénière. 
Sorti vainqueur de la réunion préparatoire des groupes républicains, Paul Painlevé envoie une délégation afin d'obtenir le retrait de Doumergue. Mais celui-ci refuse de retirer sa candidature. En coulisse, Doumergue peut compter sur le soutien des parlementaires du centre et de la droite, hostiles au cartel des gauches ainsi que celle de nombreux élus qui redoutent de voir le républicain-socialiste mener une politique partisane. Ainsi, Jonnart et Marin acceptent de retirer leurs candidatures en faveur de Doumergue afin de faire battre Painlevé. 
| Candidat                 | Candidat                 | Partis                   | Premier tour | Premier tour |
| Candidat                 | Candidat                 | Partis                   | Voix         | %            |
| ------------------------ | ------------------------ | ------------------------ | ------------ | ------------ |
|                          | Paul Painlevé            | PRS                      | 306          | 43,40        |
|                          | Gaston Doumergue         | PRV                      | 149          | 21,13        |
|                          | Charles Jonnart          | PRDS                     | 117          | 16,59        |
|                          | Louis Marin              | FR                       | 105          | 14,89        |
|                          | Zéphirin Camélinat       | SFIC                     | 28           | 3,97         |
|                          |                          |                          |              |              |
| Votes valides            | Votes valides            | Votes valides            | 705          | 96,97        |
| Votes blancs et nuls     | Votes blancs et nuls     | Votes blancs et nuls     | 22           | 3,03         |
| Total                    | Total                    | Total                    | 727          | 100          |
| Abstention               | Abstention               | Abstention               | 169          | 18,86        |
| Inscrits / participation | Inscrits / participation | Inscrits / participation | 896          | 81,14        |